# Saint-Denis-d’Aclon
Saint-Denis-d’Aclon település Franciaországban, Seine-Maritime megyében. Lakosainak száma 128 fő (2022. január 1.). Saint-Denis-d’Aclon Ambrumesnil, Avremesnil, Longueil és Ouville-la-Rivière községekkel határos.

## Népesség
A település népessége az elmúlt években az alábbi módon változott:
| Lakosok száma | 140  | 134  | 138  | 132  | 129  | 126  | 123  | 125  | 128  |
|               | 2013 | 2015 | 2016 | 2017 | 2018 | 2019 | 2020 | 2021 | 2022 |